# Comté de Clinton (Missouri)
Pour les articles homonymes, voir Comté de Clinton.
Le comté de Clinton (Clinton County) est un comté du Missouri aux États-Unis. Le siège du comté se situe à  Plattsburg. Le comté fut créé en 1833 et nommé en hommage au gouverneur de New York George Clinton.  Au recensement de 2000, la population était constituée de 18 979 individus.  Le comté fait partie de la zone métropolitaine de Kansas City. Un comté de l'État de New York porte également ce nom pour la même raison.

## Géographie
Selon le bureau du recensement des États-Unis, le comté totalise une surface 1 097 km2 dont 12 km2 d’eau. 

### Comtés voisins
|                              | Comté de DeKalb (Missouri) |                              |
| Comté de Buchanan (Missouri) | comté de Clinton           | Comté de Caldwell (Missouri) |
| Comté de Platte (Missouri)   | Comté de Clay (Missouri)   | Comté de Ray                 |

### Routes principales
- Interstate 35
- U.S. Route 69
- U.S. Route 169
- Missouri Route 33
- Missouri Route 116

## Démographie
Selon le recensement de 2000, sur les 18 979 habitants, on retrouvait 7 152 ménages et 5 299 familles dans le comté. La densité de population était de 18 habitants par km² et la densité d’habitations (7 877 au total)  était de 7 habitations par km². La population était composée de 96,58 % de blancs, de 1,52 %  d’afro-américains, de 0,34 % d’amérindiens et de 0,17 % d’asiatiques.
34,90 % des ménages avaient des enfants de moins de 18 ans, 61,4 % étaient des couples mariés. 26,8 % de la population avait moins de 18 ans, 7,4 % entre 18 et 24 ans, 28,2 % entre 25 et 44 ans, 23,5 % entre 45 et 64 ans et 14,1 % au-dessus de 65 ans. L’âge moyen était de 38 ans. La proportion de femmes était de 100 pour 96,0 hommes.
Le revenu moyen d’un ménage était de 41 629 dollars.

## Villes et cités
| - Cameron - Gower | - Hemple - Holt | - Lathrop - Osborn | - Plattsburg - Trimble | - Turney |